# Erixestus
Erixestus är ett släkte av steklar. Erixestus ingår i familjen puppglanssteklar.
Kladogram enligt Catalogue of Life:
| Erixestus | \| \| Erixestus pachyneuron \| \| \| \| \| \| Erixestus winnemana \| \| \| \| \| \| Erixestus zygogrammae \| \| \| \| |
|           | \| \| Erixestus pachyneuron \| \| \| \| \| \| Erixestus winnemana \| \| \| \| \| \| Erixestus zygogrammae \| \| \| \| |
|           | Erixestus pachyneuron                                                                                                 |
|           | |
|           | Erixestus winnemana                                                                                                   |
|           | |
|           | Erixestus zygogrammae                                                                                                 |
|           | |